# Trient, Valais
Trient är en ort och kommun i distriktet Martigny i kantonen Valais, Schweiz. Kommunen har 160 invånare (2023).